# Нідерландський рух опору

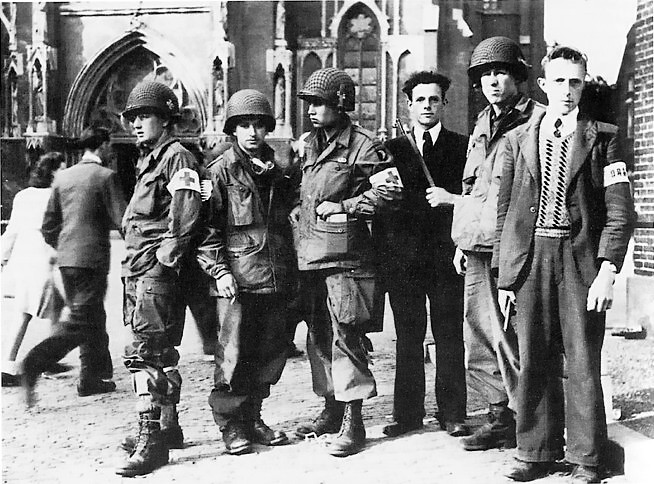
Учасники голландського спротиву з солдатами військ союзників. Вересень 1944 року. Ейндговен

Рух опору у Нідерландах (нід. Nederlands verzet in de Tweede Wereldoorlog) — організований спротив німецькій окупації у Голландії часів Другої світової війни. Розвивався відносно повільно, значного розмаху набув 1944 року. Основними напрямками діяльності були: передача розвідувальних даних, підрив систем зв'язку, внутрішній саботаж.

## Передумови

### Німецьке вторгнення
10 травня 1940 року на територію нейтрального Королівства Нідерланди вторглись німецькі війська. За три дні, коли поразка голландців стала очевидною, королева Вільгельміна та члени уряду залишили країну, вилетівши до Лондона.
14 травня німецька авіація розбомбила Роттердам, під руїнами будинків загинули понад тисяча мирних жителів. Увечері того ж дня головнокомандувач голландської армії генерал Гендрік Вінкельман підписав акт капітуляції, й німецькі танки увійшли до Амстердама.

### Окупаційний режим
Після захоплення країни німецька влада призначила рейхскомісаром Нідерландів австрійця Артура Зейсс-Інкварта, який вступив на посаду 29 травня. Він переконував громадян Голландії, що німці не збираються пригнічувати їхню країну чи ж нав'язувати їй свою ідеологію. Однак поступово обстановка погіршувалась, передусім окупація позначилась на єврейському населенні країни: їх засилали до концентраційних таборів, багато з них загинули.

## Діяльність Руху опору

### 1940—1942 роки
Рух опору у Нідерландах мав децентралізований характер, у країні одночасно діяли кілька порівняно невеликих підпільних організацій і груп, які провадили антинімецьку діяльність незалежно одна від одної. Певного поширення серед населення країни набули пасивні форми стихійного спротиву та дрібного саботажу (невиконання розпоряджень окупаційної влади, надання допомоги особам, які перебували на нелегальному положенні тощо). Розвиток організованих форм Руху опору відбувався повільно за умов репресій з боку німецької окупаційної адміністрації (тих, кого застали під час здійснення анти німецьких дій, розстрілювали на місці без суду). Відкритий ландшафт і висока щільність населення також обмежували можливості проведення нелегальної діяльності.
Влітку 1940 року у Гарлемі викладач професійного училища Ейзердраат створив підпільну групу «гьозів» («De Geuzen»), яка почала поширення листівок. Організація діяла у Гарлемі та в районі Флардінгена. У листопаді 1940 року організація була розгромлена — 15 осіб були заарештовані, а Ейзердраат — розстріляний. Загалом окупанти виявили й заарештували 37 учасників тієї організації, 18 з них були розстріляні.

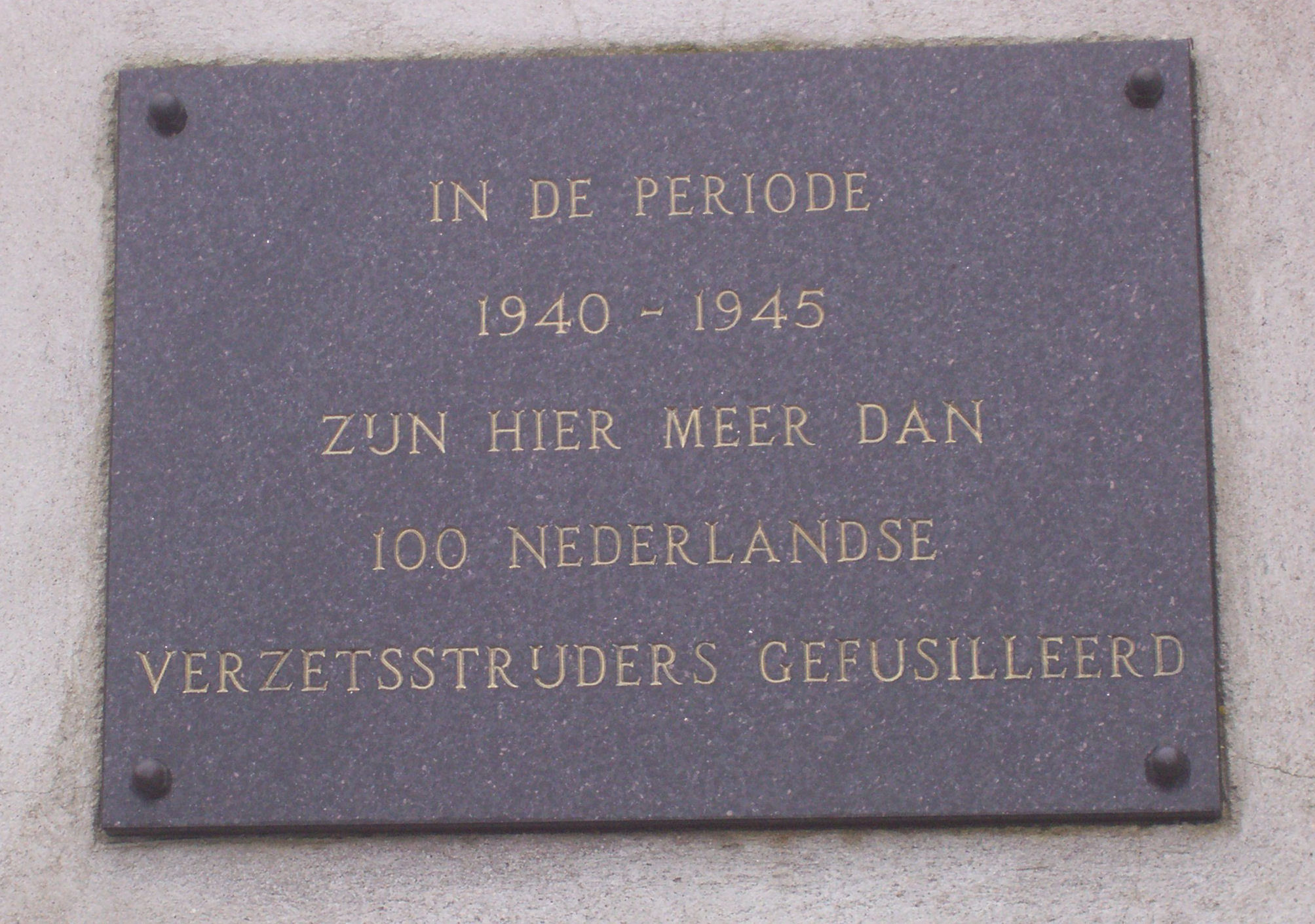
Меморіальна табличка про 100 учасників голландського Опору, розстріляних у концтаборі Заксенгаузен

Підпільна організація, що об'єднувала протестантів, від 31 серпня 1940 року видавала газету «Фрей Недерланд» («Vrij Nederland»). Підпільна організація, що об'єднувала прибічників соціал-демократів, від 11 серпня 1941 року видавала газету «Хет пароол» («Het Parool»). Активісти організації закликали населення Голландії до стихійного спротиву. Серед активістів організації був Адріан Альтхофф (редактор газети «Het Volk», заарештований та розстріляний 1943 року) й кілька журналістів.
антифашистська діяльність набувала різних форм. Групи підробляли продовольчі картки, друкували фальшиві гроші, видавали підпільні газети («Waarheid», «Trouw» тощо), саботували лінії зв'язку й залізниці, розподіляли їжу й товари, рятували єврейське населення.
Восени 1940 року почались заворушення безробітних у містах Борн і Амерсфорт, в результаті, 12 листопада 1940 року влада пішла на поступки й відмовилась від збільшення тривалості робочого дня. Наприкінці листопада 1940 року відбулась студентська демонстрація, в якій брали участь студенти Лейденського університету й Вищого технічного училища у Делфті. 15 лютого 1941 року голландські комуністи провели демонстрацію в Амстердамі. 17-18 лютого 1941 року компартія організувала страйк металістів Амстердама на знак протесту проти відправки голландських робітників до Німеччини. 25 лютого 1941 року Комуністична партія спільно з профспілками закликала до страйку, що отримав назву «Лютневого страйку». То був унікальний приклад спротиву: в окупованій країні був організований загальний страйк робочих і службовців — від докерів до працівників банків і продавців на знак протесту проти єврейських погромів. Страйк швидко охопив майже всі міста Голландії, однак упродовж трьох днів був придушений. 9 осіб були вбиті й 24 поранені під час розгону протестувальників, ще 4 — засуджені до смертної кари та страчені, кілька сотень осіб були заарештовані.
12 серпня 1941 року німецька окупаційна влада оголосила про розпуск профспілок.
Навесні 1942 року за ініціативою голландської комуністичної партії в країні була створена ще одна підпільна організація «Нідерландська народна міліція» («De Nederlandse Volksmilitie»), до складу якої увійшли комуністи й безпартійні антифашисти. Активісти організації займались саботажем і диверсіями на залізницях. В середині 1942 року організація зазнала важких втрат, були заарештовані понад 100 учасників, однак решта активістів продовжили діяльність. У жовтні 1942 року вони підірвали великий склад вермахту у Гаазі.

### 1943 рік
На початку 1943 року була створена «Національна організація допомоги тим, хто переховується» («Landelijke Organisatie voor hulp aan onderduikers»), якою керував священик Фрітс Сломм. Активісти організації надавали допомогу людям, які перебували на нелегальному положенні й переховувались від окупаційної влади. Також на початку 1943 року в результаті проведення кількох облав та агентурної роботи німці зуміли завдати важкого удару по керівництву компартії Голландії — загинули двоє з трьох членів «керівної трійки» КПН (Лу Янсен і Ян Дітерс), а також резервний член трійки Ян Янзен.
5 лютого 1943 року у Гаазі учасники Руху опору з ланки CS-6 застрелили генерал-лейтенанта голландської армії Гендріка Сейфарда, який керував набором голландських добровольців до військ СС і незадовго до того отримав наказ підготувати частини голландської армії до війни проти СРСР. 10 лютого 1943 року стався другий замах — у Гаазі стріляли у шефа пропаганди. 12 лютого 1943 року був убитий голландський колабораціоніст ван Равенсваал, призначений мером міста Утрехт.
У березні 1943 року колишні військові поліцейські, які стали співробітниками поліції цивільної, відмовились арештовувати євреїв. Один з них, Хендрік Дрогт, після арешту СД зумів утекти і став учасником Руху опору, рятуючи пілотів союзників і євреїв. 27 березня 1943 року підпільна група з 9 осіб, якою керував архітектор ван дер Веєн, роззброївши охоронців, спалила адресний стіл в Амстердамі. 29 квітня у країні розпочався масовий страйк проти відправки на примусові роботи до Німеччини 300 тисяч голландських військовополонених. Страйк тривав до 7 травня, у ньому взяли участь 1 мільйон осіб. Виступи було жорстоко придушено окупаційною владою: 95 осіб було вбито й 400 поранено під час розгону протестувальників, ще 80 — страчені за вироком військово-польових судів, понад 900 осіб були заарештовані й відправлені до в'язниць і концентраційних таборів.
1 травня 1943 року було створено Раду спротиву («Raad van Verzet»), до складу якої увійшли комуністи й кілька невеликих союзних організацій. У підпорядкуванні Ради було близько 2 тисяч організованих активістів. У червні протестанти створили організацію «Кнок-плуген» (від «Knokploeg» — «бойові дружини»), активісти якої здійснювали напади на адресні бюро й інші окупаційні заклади, звільняли затриманих, викрадали продовольчі картки, бланки документів, матеріальні цінності та грошові кошти, які використовували на розвиток антинімецької діяльності. 27-28 червня проходили виступи лікарів, в яких брали участь 1,7 тисячі медичних працівників. У результаті окупаційна влада відмовилась від ідеї створення «Союзу лікарів».
Прибічники уряду створили воєнізовану організацію «Орде-дієнст» («Служба порядку»), до складу якої увійшли офіцери та військовослужбовці голландської армії. Організація займалась веденням розвідки в інтересах західних союзників й отримувала допомогу від Великої Британії.

### 1944—1945 роки
Навесні 1944 року було створено координаційну структуру голландського Руху опору — «трикутник», до складу якого увійшли представники «Орде-дієнст», «бойові дружини» та Рада свободи. Діяльність структури визначали прибічники політики вичікування. Після висадки військ союзників у Нормандії у червні 1944 року визвольний рух у країні набрав обертів. Зросла потреба у розвідувальних даних про німецькі укріплення. До вересня того ж року частина країни була звільнена в результаті Голландської повітряно-десантної операції союзників, однак контрнаступ німців відклав звільнення країни до травня 1945 року.
5 вересня 1944 року полковник Коот оголосив про створення в Голландії «Внутрішньої армії» («Nederlandse Binnenlandse Strijdkrachten»), що об'єднувала прибічників емігрантського уряду. До складу NBS увійшли члени підпільної організації «Ordedienst», а також офіцери та військовослужбовці голландської армії, вона почала отримувати зброю від західних союзників. Увечері 17 вересня, у день початку Голландської операції за рішенням прем'єр-міністра у вигнанні Пітера Сьйордса Гербранді підпільне «Радіо Ораньє» («Помаранчеве радіо») закликало до загального страйку на залізниці. Переважна більшість службовців залізниці, штат якої складав 30 тисяч осіб, залишили робочі місця, багато хто пішов у підпілля. 18 вересня офіційні повідомлення у пресі прямо казали: «зупинка залізниць означає припинення постачання їжі». В результаті голодної зими 1944 року загинули 18 000 голландців.
27 жовтня 1944 року Коот віддав наказ про заборону проведення диверсій без санкції командування «Внутрішньої армії», проти якого виступили Рада свободи та «бойові дружини», але після того, як у листопаді 1944 року загинули ван Бейнен (керівник «бойових дружин») і Тейссен (керував діяльністю бойових груп Ради свободи), активність Руху опору у Голландії почала спадати.
Увечері 6 березня 1945 року на дорозі між Арнемом і Апелдорном бійці голландського спротиву здійснили замах на вищого керівника СС і поліції в Нідерландах обергруппенфюрера СС Ганса Раутера, якого було поранено кількома пострілами. Він удав мертвого. У ніч з 5 на 6 квітня 1945 року на острові Тексел підняли повстання радянські військовополонені, бойові дії тривали до 9 квітня, коли до німецьких військ на острові прибуло підкріплення. Надалі вцілілі учасники повстання перейшли до партизанської боротьби, що тривала до висадки на острів західних союзників у травні 1945 року. Загалом, під час повстання загинули 570 з 800 радянських військовополонених, 89 голландців і 460 німців. Останні підрозділи німецьких військ в Амстердамі й у північній Голландії капітулювали 6 травня 1945 року.

## Іноземна військова допомога
Рух опору отримував допомогу від Великої Британії та США. У період від 8 листопада 1941 до 21 квітня 1943 року англійські спецслужби підготували й перекинули на територію Голландії 53 агенти, однак у результаті зради одного з агентів, німецькі контррозвідувальні органи заарештували всіх решта (з 52 осіб 47 були страчені, а решта продовжили працювати під німецьким контролем), що дозволило німцям розпочати «радіогру» (отримала назву операція «Nordpol») й у 1942—1944 роках отримати значну кількість озброєння, боєприпасів і спорядження «для голландського Руху опору».
Від вересня 1944 до квітня 1945 року англійські літаки здійснили 600 вильотів, під час яких для голландського Руху опору було скинуто 35 тисяч одиниць вогнепальної зброї, кілька мільйонів набоїв та інше військове майно

## Наслідки та пам'ять

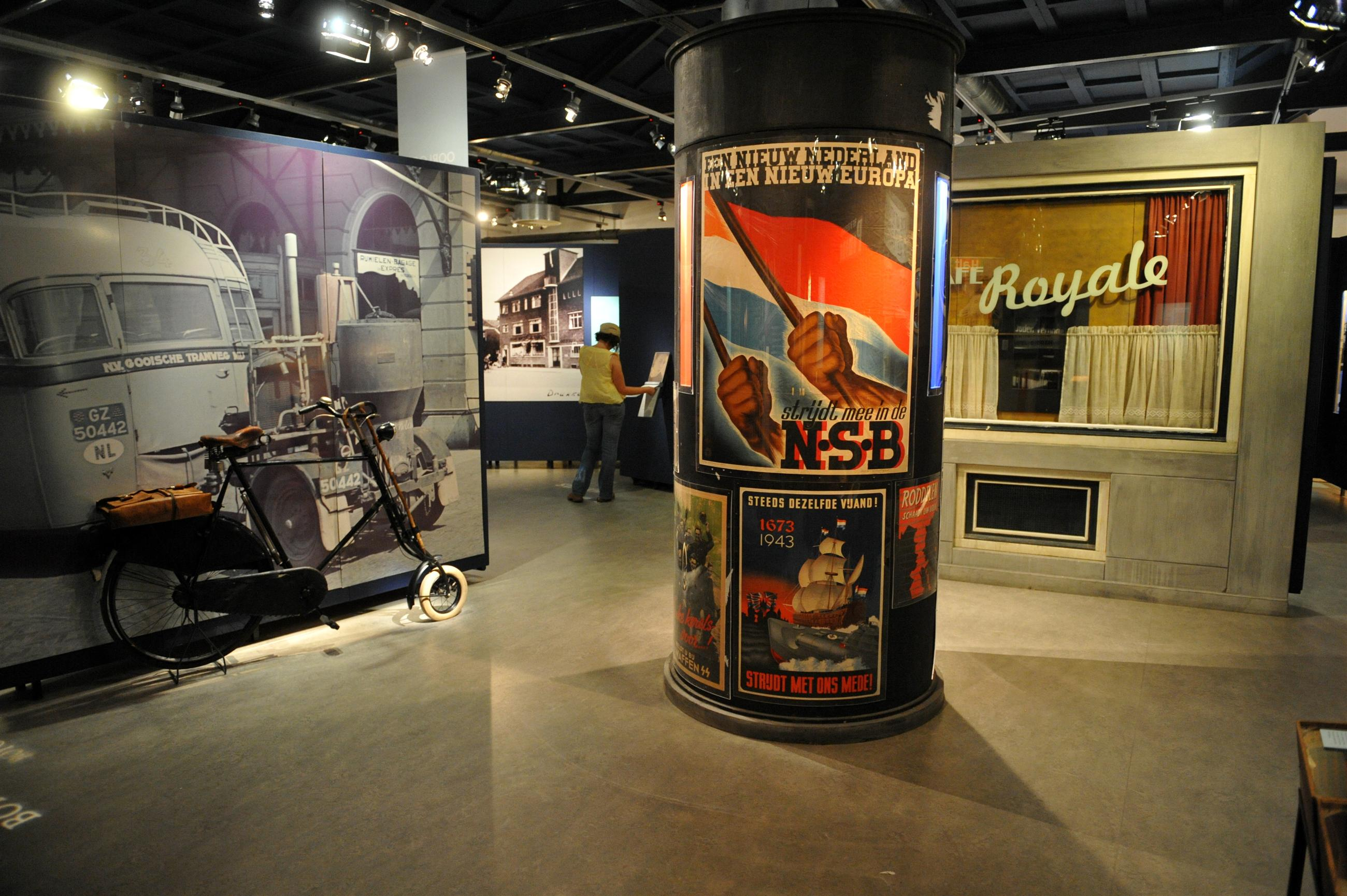
Експозиція Музею Спротиву в Амстердамі

Під час окупації в Голландії загинули 199 тисяч осіб (в тому числі 2500 учасників Руху опору), загальні збитки економіці країни склали 20 мільярдів гульденів, а державний борг збільшився від 5,5 мільярдів гульденів 1939 року до 19,5 мільярдів гульденів.
Королівським указом від 3 травня 1946 року була започаткована нагорода для учасників Руху опору — орден «Хрест Опору» (Verzetskruis 1940—1945), яким були нагороджені 95 героїв голландського Спротиву (при цьому 94 з 95 осіб нагороджені посмертно). 374 загиблих учасників Руху опору були поховані на меморіальному цвинтарі у Блумендалі. В Амстердамі був відкритий Музей Спротиву

## В культурі
Події часів окупації Нідерландів знайшли відображення у фільмах «Помаранчевий солдат» (1977), «Чорна книга» (2006) та в комп'ютерній грі Call of Duty: United Offensive